# 馮勞謙
冯劳谦（1577年—1623年），字汝吉，號抑菴，山西平陽府蒲州人，軍籍，明朝政治人物。

## 生平
万历三十一年（1603年）癸卯科山西乡试舉人，三十二年（1604年），登甲辰科进士，吏部觀政，三十三年授户部主事，山东、河南監兑，三十六年督昌平粮储，本年升广西司员外，三十七年升福建司郎中，本年升承天府知府，四十年调黄州府，四十一年升四川副使，四十二年丁憂，四十六年降湖廣右參議，泰昌元年升四川安绵兵备副使，天启三年五月升湖廣右参政，卒。

## 家族
曾祖馮振，祖父馮秀，贈登仕郎南京禮部司務；父馮化，南京戶部郎中。母胡氏。具慶下，兄鳴謙、福謙（府同知）、撝謙、弟好謙、四謙。娶董氏。